# Universiteit van Zagreb
De Universiteit van Zagreb (Kroatisch: Sveučilište u Zagrebu) is de oudste universiteit van Kroatië die nog steeds bestaat, en ook de oudste in Zuidoost-Europa.
De universiteit werd op 23 september 1669 opgezet door de Habsburgse keizer Leopold I die de academie van jezuïeten de status en privileges van een universiteit gaf. De Academie bleef bestaan tot aan 1874, ondanks vele reorganisaties bleef zij een belangrijke onderwijs-organisatie in Kroatië.
Op 19 oktober 1874 werd er een ceremonie gehouden waarmee de moderne Universiteit van Zagreb opgezet werd. In het begin had de universiteit vier faculteiten:
- Geneesmiddelen,
- Rechten,
- Filosofie en
- Theologie

In het academische jaar 1995/1995 studeerden 52.592 studenten aan de Universiteit van Zagreb. Sinds 1874 hebben 200.000 studenten hier hun bachelor behaald, meer dan 18.000 een master titel en meer dan 8000 hebben een doctoraat behaald.
De Nationale en Universitaire bibliotheek Zagreb, de universiteitsbibliotheek, opgericht in 1607 door de jezuïeten, heeft tevens de functie van nationale bibliotheek.

## Faculteiten en kunstacademies van de Universiteit van Zagreb
- Faculteit voor Landbouw
- Faculteit voor Architectuur
  - Faculteit voor Design
- Faculteit voor Speciaal Onderwijs en Rehabilitatie
- Faculteit voor Economie
- Faculteit voor Elektrotechniek en Computing - FER
- Faculteit voor Chemische Technologie en Technologie (algemeen)
- Faculteit voor Organisatie en Informatica (in Varaždin)
- Faculteit voor Politicologie
- Faculteit voor Verkeerskunde
- Faculteit voor Werktuigbouwkunde en Scheepsbouw
- Faculteit voor Sport
- Faculteit voor Farmacie en Biochemie
- Filosofische Faculteit (Faculteit voor Geestes- en Sociale Wetenschappen)[1]
- Faculteit voor Geodesie
- Faculteit voor Geotechniek (in Varaždin)
- Faculteit voor Civilie Techniek
- Faculteit voor Grafische Kunsten
- Katholieke Faculteit voor Theologie
- Faculteit voor Medische Wetenschappen
- Faculteit voor Metallurgie (in Sisak)
- Faculteit voor Rechten
- Faculteit voor Voedseltechnologie en Biotechnologie
- Faculteit voor Wetenschappen
- Faculteit voor Mijnbouw, Geologie en Petroleum
- Faculteit voor Tandheelkunde
- Faculteit voor Bosbouw
- Faculteit voor Textiel Technologie
- Lerarenopleiding academie
- Faculteit voor Diergeneeskunde

- Academie voor Drama
- Academie voor Kunst (Akademija likovnih umjetnosti)
- Academie voor Muziek

Afgestudeerd aan de Universiteit van Zagreb is onder andere Andrija Mohorovičić.